# Fredersdorf-Vogelsdorf
Fredersdorf-Vogelsdorf è un comune di 14 742 abitanti del Brandeburgo, in Germania.

Appartiene al circondario (Landkreis) del Märkisch-Oderland (targa MOL).

## Storia
Il comune di Fredersdorf-Vogelsdorf fu creato il 20 settembre 1993 dalla fusione dei comuni di Fredersdorf e Vogelsdorf.

## Società

### Evoluzione demografica
- Sviluppo della popolazione dal 1875 entro gli attuali confini (Linea Blu: Popolazione; Linea puntata: Confronto dello sviluppo della popolazione dello stato del Brandenburgo; Sfondo grigio: Ai tempi del governo nazista; Sfondo rosso: Al tempo del governo comunista)
- Sviluppo recente della popolazione (Linea blu) e previsioni

| Anno | Abitanti |
| ---- | -------- |
| 1875 | 859      |
| 1890 | 984      |
| 1910 | 1 766    |
| 1925 | 2 670    |
| 1939 | 5 552    |
| 1946 | 5 857    |
| 1950 | 5 888    |
| 1964 | 7 923    |

| Anno | Abitanti |
| ---- | -------- |
| 1971 | 8 036    |
| 1981 | 7 327    |
| 1985 | 7 180    |
| 1990 | 6 865    |
| 1995 | 7 740    |
| 2000 | 11 069   |
| 2005 | 12 401   |
| 2010 | 12 801   |

| Anno | Abitanti |
| ---- | -------- |
| 2015 | 13 104   |
| 2016 | 13 572   |
| 2017 | 13 761   |
| 2018 | 13 873   |
| 2019 | 14 109   |
| 2020 | 14 310   |

Fonti dei dati sono nel dettaglio nelle Wikimedia Commons..

## Geografia antropica

### Suddivisioni amministrative
Il territorio comunale si divide in 2 zone:
- Fredersdorf
- Vogelsdorf

## Infrastrutture e trasporti

### Strade
Il territorio comunale è attraversato dall'autostrada A 10 e dalla strada federale B 1/B 5.

## Amministrazione

### Gemellaggi
- Marquette-lez-Lille